# Stoomgroep West Zuiderpark

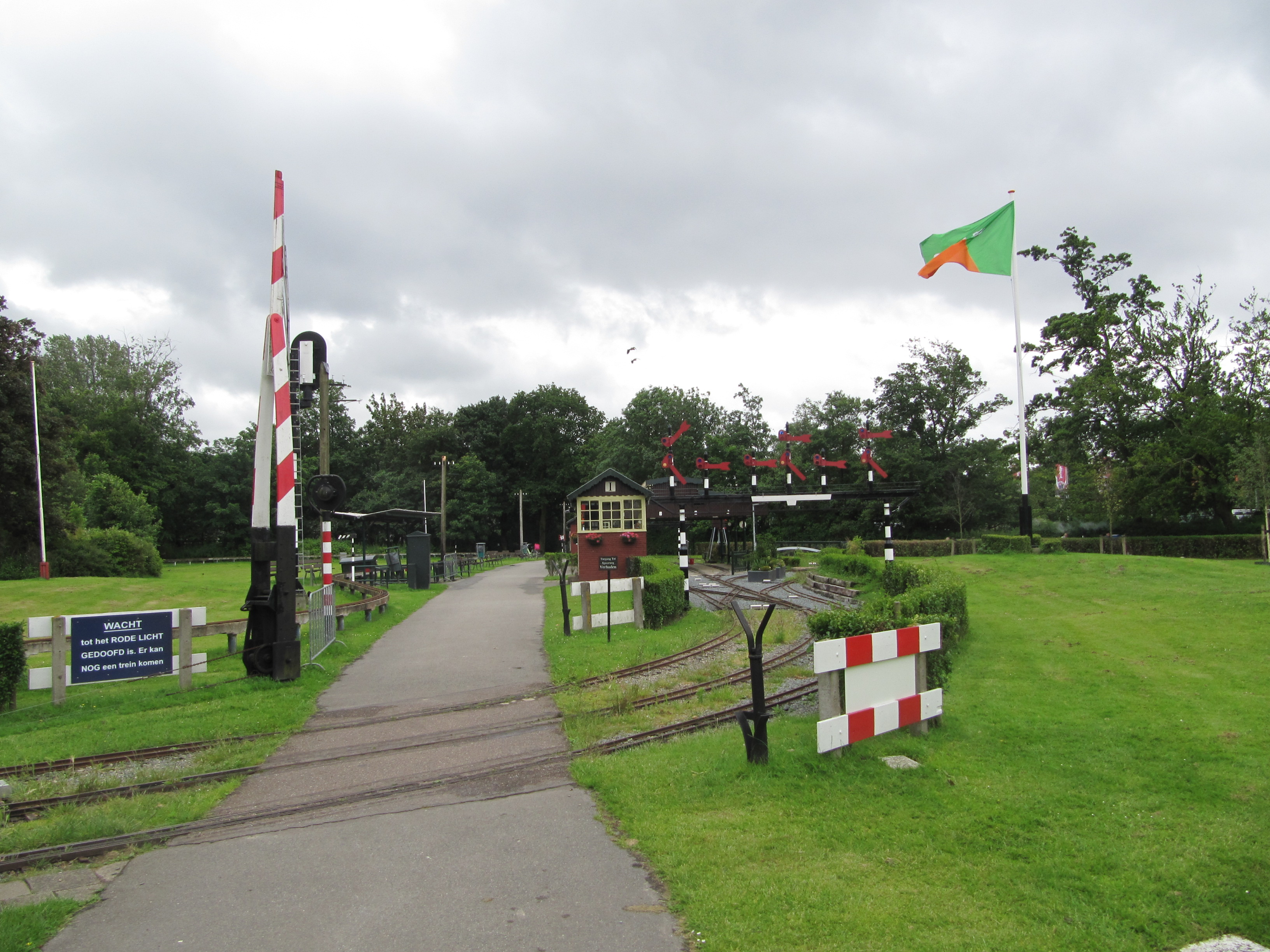
Zicht op de baan en het station

Stoomgroep West Zuiderpark is een modelbouwvereniging van stoomaangedreven modeltreinen. Bij Stoomgroep West rijden "mini-treinen" op diverse maten smalspoor. Zowel kinderen als volwassenen kunnen meerijden tegen betaling. Er rijden niet uitsluitend stoomtreinen, er rijden ook elektrische, diesel-elektrische, benzine-elektrische, diesel-hydraulische, benzine-hydraulische en diesel-mechanische treinen. 
De hobbyclub werd in 1975 in Den Haag opgericht. Tegen een symbolische vergoeding werd het terrein in het Zuiderpark ter beschikking gesteld aan de Stoomgroep West. De aanleg van een eerste ovale baan met een lengte van ongeveer 350 meter werd gestart. Op 3 juli 1975 werd deze zogenoemde kleine 7¼ inch baan door de wethouder geopend. In hetzelfde jaar volgden nog de bouw van een 3½ en 5 inch baan. In de loop der jaren kwamen er op het terrein steeds meer sporen bij. Er is nu een soort ringlijn, met meerdere lijnen daar tussen in. Ook een baan op palen. In 2007 kwam er een lijn in gebruik vanaf het terrein verder het park in; dit is ook een 7¼ inch baan, deze wordt de "Parkbaan" genoemd. Dit traject is met ongeveer totaal 5 kilometer afstand het langste 7¼ inch traject van Nederland/Benelux. Samen met alle sporen op het terrein is ook het grootste modelbaancomplex van Nederland/de Benelux. De parkbaan is alleen in gebruik op zondagmiddag, en tijdens de stoomdagen in april.

## Sporen
Van alle banen die de vereniging tot haar beschikking heeft is de 7¼ inch baan het meest bereden. Dit is/zijn de "Buitenbaan", het "Nulletje", het "Achtje" en de "Parkbaan", en de diverse verbindingen er tussenin zoals de "HSL" en de "Brug". Er kan dus in grote "cirkel" vorm gereden worden, maar ook in kleinere. De "Buitenbaan" verzorgt als enige de aansluiting naar de "Parkbaan" vanuit het binnenterrein, en komt daarna binnen op het laatste gedeelte van het "Achtje".  
- De "buitenbaan" is als tracé ongeveer 875m lang;
- Het "Achtje" is als tracé ongeveer 850m lang;
- De "Parkbaan" is als tracé, vanaf het parkbaanwissel tot de koppeling aan het "achtje", ongeveer 1550m lang.
- Het restant aan lengte is verdeeld over de diverse overloop wissels, koppelingen tussen tracés, station sporen, emplacementen en omloopsporen.

## Seinen
Alle trajecten zijn tegenwoordig beveiligd met seinen, in model en functie zoals de grote seinen van de Nederlandse Spoorwegen. Het station is beveiligd met armseinen gebaseerd zijn op het tijdperk 1937, waarbij de lichtseinen gebaseerd zijn op het seinsysteem 1955 en 1967 van de NS. Alleen de "Parkbaan" is buiten de hekken, tot voor de overweg, niet beveiligd met seinen, vanwege het risico op vandalisme en beschadiging van de apparatuur. 
Voor 2020 onderging het Zuiderpark een grote verbouwing, waarbij ook het terrein van Stoomgroep West Zuiderpark werd gewijzigd. Vroeger was het terrein open, maar nu is het allang omheind.

## Overwegen
Om de parkbaan te bereiken steken de treintjes met 2 sporen een openbare weg met permanente beveiliging over. Dat is uniek in de Benelux. Deze overweg had eerst 4 handbediende slagbomen, maar na aanpassing wegens de bouw van de sportcampus zijn er nu maar liefst 9 slagbomen met hekken eronder, 15 rode lichten, 7 bellen, 9 schrikhekken, en 5 dubbele andreaskruisen. Allemaal van normaal NS - formaat. Ook dát is allemaal uniek in de Benelux/wereld. Deze overweg wordt ter plaatse bediend in een seinhuis. 
Het is de zwaarst beveiligde overweg in de Benelux. Ook omdat alleen hier alle slagbomen van hekken voorzien zijn. 
Verder op de parkbaan zijn er 2 kruisingen met voet/fietspaden, die beveiligd zijn met automatische knipperlichten en bellen en andreaskruisen. Ook dat is uniek op een openbaar pad. Op het terrein is nog meer beveiliging, in de vorm van mini-AKI's en 1 AHOB. Daar is ook een seinhuis.  Op de parkbaan is ook een voetgangersbrug, en de rails ligt zonder afscheiding in het midden op die brug. Ook dit is uniek. Daar is geen overweg-beveiliging. Onderweg zijn er geen stations; Het enige opstap-punt is op het terrein. Alles is afhankelijk van vrijwilligers en het weer; bij slecht weer of personeelstekort kunnen ritten of dagen uitvallen. 

## NVWA Warenwet Attractie- & Speeltoestellen
Door een wetswijziging in de Regeling Spoorverkeer is de wetgeving niet meer geldend voor alle spoorbanen met een spoorwijdte die kleiner is dan 500mm nominaal. Hierdoor is een situatie ontstaan waarbij controle op deze spoorbanen is overgedragen van Rijkswaterstaat naar de Nederlandse Voedsel en Waren Autoriteit, en deze nu onder de Warenwet Attractie- & Speeltoestellen (WAS) vallen, waarbij de overgangsregeling beëindigde per 31 maart 2023. Hierdoor worden alle miniatuurspoorbanen waarbij passagiers vervoerd worden beschouwd als een attractie, en moeten zij daarom voldoen aan de WAS, en geregistreerd zijn in het RAS (Register Attractie- & Speeltoestellen). Dit RAS nummer moet zichtbaar zijn voor publiek en kan enkel verkregen worden na het plaats laten vinden van een keuring door een keuringsinstantie.   
De Stoomgroep West Zuiderpark heeft in samenwerking met diverse andere modelbouwverenigingen (waarbij passagiers vervoerd worden) een werkgroep opgezet en was tevens de kartrekker voor het documenteren en aantonen van conformiteit met de NVWA WAS wetgeving, en is op 7 juni 2023 officieel weer geopend voor het vervoeren van passagiers, na het plaats laten vinden van een keuring door TÜV Nederland.  